# 黑暗行軍
《黑暗行軍》（英語：The Black Parade）是美國流行龐克樂隊我的另類羅曼史的第三張錄音專輯，於2006年10月24日全球發行。這張專輯在告示牌200大專輯榜和英國專輯排行榜第二名，並獲RIAA認證為白金唱片。《黑暗行軍》因在歐洲達百萬銷量，由國際唱片業協會授予「白金歐洲獎」。

## 曲目
1. 閉幕（The End），1:52
2. 掛點了!（Dead!），3:15
3. 人間蒸發（This Is How I Disappear），3:59
4. 異種（The Sharpest Lives），3:20
5. 歡迎來到黑暗行軍（Welcome to the Black Parade），5:11
6. 已不再愛你（I Don't Love You），3:58
7. 惡狼滿屋（House of Wolves），3:04
8. 絕症（Cancer），2:22
9. 媽媽（Mama），4:39
10. 沉睡（Sleep），4:43
11. 青少年（Teenagers），2:41
12. 終結妄想（Disenchanted），4:55
13. 離別宣言（Famous Last Words），4:59
14. 腥血四溢（Blood） *隱藏曲：於該曲序第1:30秒開始演出

總長度:52:41